# Terra nullius
Terra nullius es una expresión latina que significa 'tierra de nadie' y que se utiliza para designar la tierra que no es propiedad de ninguna persona (al igual que res nullius hace referencia a una cosa que no es propiedad de nadie). Históricamente se ha utilizado como un salvoconducto para que el ocupante pueda exterminar a la población nativa (despojada de humanidad) que encuentre en el territorio. Se ha usado abundantemente por la cultura anglosajona en sus campañas coloniales.

## Uso
El concepto de terra nullius se utilizó durante la época de la colonización europea para reclamar los territorios de las colonias como tierras no ocupadas, aunque estuviesen habitadas por naciones paganas y que, por tanto, el Estado descubridor o conquistador podía ocupar legalmente.
El concepto también se utilizó, en Derecho privado, para privar a los ocupantes indígenas de la tierra de sus derechos de propiedad sobre la misma como antiguos ocupantes, y permitiendo de esa forma el reparto de la propiedad entre los colonos.

## Historia
El término terra nullius no se usó en el derecho internacional sino hasta finales del siglo XIX, y aunque se suele trazar su origen al concepto res nullius, 'cosa de nadie', del derecho romano, historiadores como Lauren Benton y Benjamin Straumann argumentan que la relación entre ambos es solo «por analogía».

## Actualidad
Hoy en día existen dos territorios que son considerados terra nullius:
- Bir Tawil, un pequeño territorio sin dueño en la frontera entre Egipto y Sudán. Sudán reconoce que dicho territorio forma parte de Egipto y viceversa, pero ninguno de estos dos países lo reconoce como suyo.
- La Tierra de Marie Byrd, en la Antártida, situada entre los meridianos 158° O y 103°24' O. (Existe un reclamo de una micronacion actualmente sobre este territorio: el «Gran Ducado de Westarctica»).[4]